# Berit Simonsson
Ann Berit Simonsson, född 2 november 1951 i Råda församling, Göteborgs och Bohus län, är en svensk teologie kandidat och bibellärare.

## Biografi
Simonsson arbetar sedan många år med bibelundervisning inom Oasrörelsen, en förnyelserörelse inom Svenska kyrkan, där hon även är inspiratör.  Hon har varit kyrkomötesledamot för Partipolitiskt obundna i Svenska kyrkan, 2002-2005, men inför valet 2005 var hon med om att bilda Frimodig kyrka där hon även varit vice ordförande.
Simonsson medverkar återkommande som ledarskribent i Världen Idag.